# 何松利
何松利，男，汉族，中共黨員，武警少將警銜，中国共产党和中华人民共和国政治、軍事人物。
歷仼武警江苏省总队司令员、湖北省第十三届人民代表、武汉市人大常委、武漢警備區司令員等职。